# Rally di Germania 2002
Il Rally di Germania 2002, ufficialmente denominato 21. ADAC Rallye Deutschland, è stata la decima tappa del campionato del mondo rally 2002 nonché la ventunesima edizione del Rally di Germania e la prima con valenza mondiale. La manifestazione si è svolta dal 23 al 25 agosto sui ruvidi asfalti che attraversano le campagne della Germania occidentale e i vigneti attorno al fiume Mosella con base a Treviri, dove ebbe sede anche il parco assistenza per i concorrenti relativo alla prima giornata mentre nelle successive due esso venne trasferito nei pressi del lago Bostalsee.

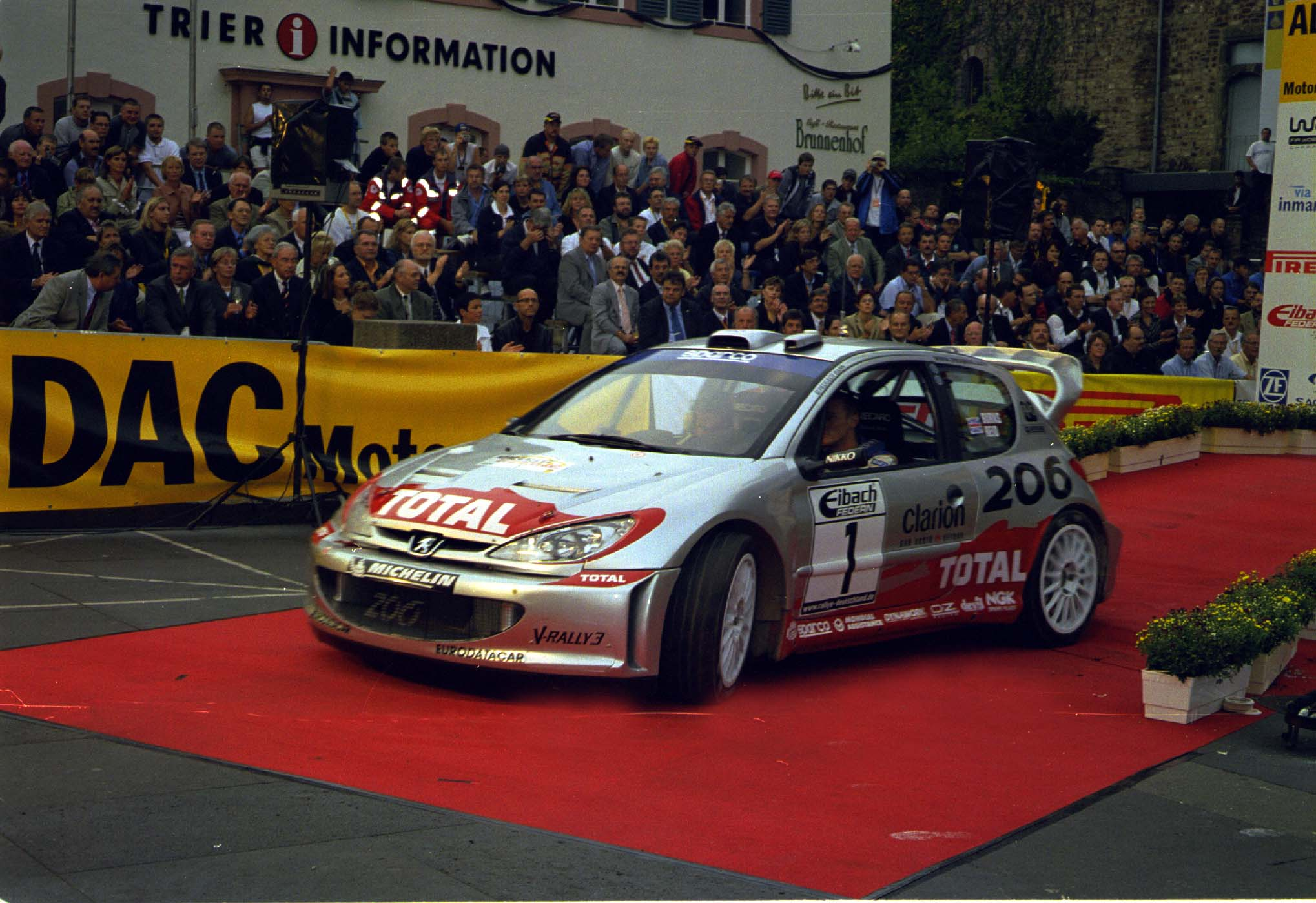
Burns e Reid all'avvio dell'evento

L'evento è stato vinto dal francese Sébastien Loeb, navigato dal monegasco Daniel Elena, al volante di una Citroën Xsara WRC della squadra Automobiles Citroën, davanti alla coppia britannica formata da Richard Burns e Robert Reid, su Peugeot 206 WRC (2002) della scuderia Peugeot Total, e all'equipaggio finlandese composto da Marcus Grönholm e Timo Rautiainen, anch'essi su una Peugeot 206 WRC ufficiale.
In Germania si disputava anche la quarta tappa del campionato Junior WRC, che ha visto vincere l'equipaggio spagnolo costituito da Dani Solà e Álex Romaní su Citroën Saxo S1600, i quali sono giunti inoltre al 12º posto nella graduatoria generale.

## Dati della prova
| Denominazione ufficiale             | ADAC Rallye Deutschland                                                                                  |
| Edizione N°                         | 21 |
| Tappa N°                            | 10 di 14                                                                                                 |
| Data manifestazione                 | da venerdì 23/08/2002 a domenica 25/08/2002                                                              |
| Sede ospitante                      | Treviri (Renania-Palatinato)                                                                             |
| Sede parco assistenza               | Prima frazione: Treviri (Renania-Palatinato). Seconda e terza frazione: Bostalsee, Nohfelden (Saarland). |
| Superficie                          | Asfalto                                                                                                  |
| Iscritti                            | 89 |
| Partiti                             | 86 |
| Arrivati                            | 42 (48,8%)                                                                                               |
| Prove speciali previste             | 23 |
| Prove speciali disputate            | 22 (1 cancellata)                                                                                        |
| Prova più breve                     | 5,81 km (PS16 e PS23: St Wendel)                                                                         |
| Prova più lunga                     | 35,56 km (PS10 e PS14: Panzerplatte)                                                                     |
| Prova più lenta                     | velocità media di 86,19 km/h (PS1: Dhrontal 1)                                                           |
| Prova più veloce                    | velocità media di 124,11 km/h (PS22: Bosenberg 2)                                                        |
| Lunghezza prove speciali previste   | 415,55 km                                                                                                |
| Lunghezza prove speciali disputate  | 393,27 km (27,6% della distanza totale effettiva - cancellati 22,28 km)                                  |
| Lunghezza complessiva trasferimenti | 1030,29 km                                                                                               |
| Distanza totale effettiva           | 1423,56 km                                                                                               |

## Itinerario
| Frazione            | Prova  | Ora    | Nome                                       | Partenza                                   | Arrivo                                     | Lunghezza | Totale    |
| ------------------- | ------ | ------ | ------------------------------------------ | ------------------------------------------ | ------------------------------------------ | --------- | --------- |
| Frazione 1 (23 ago) |        | 06:45  | Assistenza – Treviri (20 min)              | Assistenza – Treviri (20 min)              | Assistenza – Treviri (20 min)              | –         | 148,12 km |
| Frazione 1 (23 ago) | PS1    | 07:58  | Dhrontal 1                                 | Neumagen-Dhron                             | Piesport                                   | 12,16 km  | 148,12 km |
| Frazione 1 (23 ago) | PS2    | 08:49  | Schones Moselland 1                        | Osann-Monzel                               | Piesport                                   | 23,82 km  | 148,12 km |
| Frazione 1 (23 ago) | PS3    | 09:32  | Moselwein 1                                | Trittenheim                                | Rivenich                                   | 22,28 km  | 148,12 km |
| Frazione 1 (23 ago) |        | 10:57  | Assistenza – Treviri (20 min)              | Assistenza – Treviri (20 min)              | Assistenza – Treviri (20 min)              | –         | 148,12 km |
| Frazione 1 (23 ago) | PS4    | 12:10  | Dhrontal 2                                 | Neumagen-Dhron                             | Piesport                                   | 12,16 km  | 148,12 km |
| Frazione 1 (23 ago) | PS5    | 13:01  | Schones Moselland 2                        | Osann-Monzel                               | Piesport                                   | 23,82 km  | 148,12 km |
| Frazione 1 (23 ago) | PS6    | 14:09  | Stein und Wein 1                           | Fell                                       | Osburg                                     | 15,80 km  | 148,12 km |
| Frazione 1 (23 ago) |        | 15:29  | Assistenza – Treviri (20 min)              | Assistenza – Treviri (20 min)              | Assistenza – Treviri (20 min)              | –         | 148,12 km |
| Frazione 1 (23 ago) | PS7    | 16:37  | Moselwein 2                                | Trittenheim                                | Rivenich                                   | 22,28 km  | 148,12 km |
| Frazione 1 (23 ago) | PS8    | 17:40  | Stein und Wein 2                           | Fell                                       | Osburg                                     | 15,80 km  | 148,12 km |
| Frazione 1 (23 ago) |        | 18:35  | Assistenza – Treviri (45 min)              | Assistenza – Treviri (45 min)              | Assistenza – Treviri (45 min)              | –         | 148,12 km |
|                     |        |        |                                            |                                            |                                            |           |           |
| Frazione 2 (24 ago) |        | 08:30  | Assistenza – Bostalsee, Nohfelden (20 min) | Assistenza – Bostalsee, Nohfelden (20 min) | Assistenza – Bostalsee, Nohfelden (20 min) | –         | 164,50 km |
| Frazione 2 (24 ago) | PS9    | 09:30  | Maiwald 1                                  | Nohen                                      | Baumholder                                 | 18,76 km  | 164,50 km |
| Frazione 2 (24 ago) | PS10   | 09:58  | Panzerplatte 1                             | Baumholder                                 | Baumholder                                 | 35,56 km  | 164,50 km |
| Frazione 2 (24 ago) |        | 11:38  | Assistenza – Bostalsee, Nohfelden (20 min) | Assistenza – Bostalsee, Nohfelden (20 min) | Assistenza – Bostalsee, Nohfelden (20 min) | –         | 164,50 km |
| Frazione 2 (24 ago) | PS11   | 12:38  | Maiwald 2                                  | Nohen                                      | Baumholder                                 | 18,76 km  | 164,50 km |
| Frazione 2 (24 ago) | PS12   | 13:06  | Hahlkreuz                                  | Baumholder                                 | Baumholder                                 | 8,31 km   | 164,50 km |
| Frazione 2 (24 ago) | PS13   | 13:29  | Erzweiler 1                                | Baumholder                                 | Oberalben                                  | 20,87 km  | 164,50 km |
| Frazione 2 (24 ago) |        | 14:54  | Assistenza – Bostalsee, Nohfelden (20 min) | Assistenza – Bostalsee, Nohfelden (20 min) | Assistenza – Bostalsee, Nohfelden (20 min) | –         | 164,50 km |
| Frazione 2 (24 ago) | PS14   | 16:04  | Panzerplatte 2                             | Baumholder                                 | Baumholder                                 | 35,56 km  | 164,50 km |
| Frazione 2 (24 ago) | PS15   | 16:52  | Erzweiler 2                                | Baumholder                                 | Oberalben                                  | 20,87 km  | 164,50 km |
| Frazione 2 (24 ago) |        | 18:12  | Assistenza – Bostalsee, Nohfelden (20 min) | Assistenza – Bostalsee, Nohfelden (20 min) | Assistenza – Bostalsee, Nohfelden (20 min) | –         | 164,50 km |
| Frazione 2 (24 ago) | PS16   | 19:17  | St. Wendel 1                               | Sankt Wendel                               | Sankt Wendel                               | 5,81 km   | 164,50 km |
| Frazione 2 (24 ago) |        | 19:57  | Assistenza – Bostalsee, Nohfelden (45 min) | Assistenza – Bostalsee, Nohfelden (45 min) | Assistenza – Bostalsee, Nohfelden (45 min) | –         | 164,50 km |
|                     |        |        |                                            |                                            |                                            |           |           |
| Frazione 3 (25 ago) |        | 07:30  | Assistenza – Bostalsee, Nohfelden (20 min) | Assistenza – Bostalsee, Nohfelden (20 min) | Assistenza – Bostalsee, Nohfelden (20 min) | –         | 102,93 km |
| Frazione 3 (25 ago) | PS17   | 08:10  | Petersberg 1                               | Nonnweiler                                 | Nohfelden                                  | 15,03 km  | 102,93 km |
| Frazione 3 (25 ago) | PS18   | 08:38  | St Wendeler Land 1                         | Nohfelden                                  | Freisen                                    | 17,71 km  | 102,93 km |
| Frazione 3 (25 ago) | PS19   | 09:11  | Bosenberg 1                                | Nonnweiler                                 | Sankt Wendel                               | 15,82 km  | 102,93 km |
| Frazione 3 (25 ago) |        | 10:36  | Assistenza – Bostalsee, Nohfelden (20 min) | Assistenza – Bostalsee, Nohfelden (20 min) | Assistenza – Bostalsee, Nohfelden (20 min) | –         | 102,93 km |
| Frazione 3 (25 ago) | PS20   | 11:16  | Petersberg 2                               | Nonnweiler                                 | Nohfelden                                  | 15,03 km  | 102,93 km |
| Frazione 3 (25 ago) | PS21   | 11:44  | St Wendeler Land 2                         | Nohfelden                                  | Freisen                                    | 17,71 km  | 102,93 km |
| Frazione 3 (25 ago) | PS22   | 12:17  | Bosenberg 2                                | Nonnweiler                                 | Sankt Wendel                               | 15,82 km  | 102,93 km |
| Frazione 3 (25 ago) | PS23   | 13:40  | St. Wendel 2                               | Sankt Wendel                               | Sankt Wendel                               | 5,81 km   | 102,93 km |
| Frazione 3 (25 ago) |        | 14:30  | Assistenza – Bostalsee, Nohfelden (20 min) | Assistenza – Bostalsee, Nohfelden (20 min) | Assistenza – Bostalsee, Nohfelden (20 min) | –         | 102,93 km |
| Totale              | Totale | Totale | Totale                                     | Totale                                     | Totale                                     | Totale    | 415,55 km |

## Risultati

### Classifica

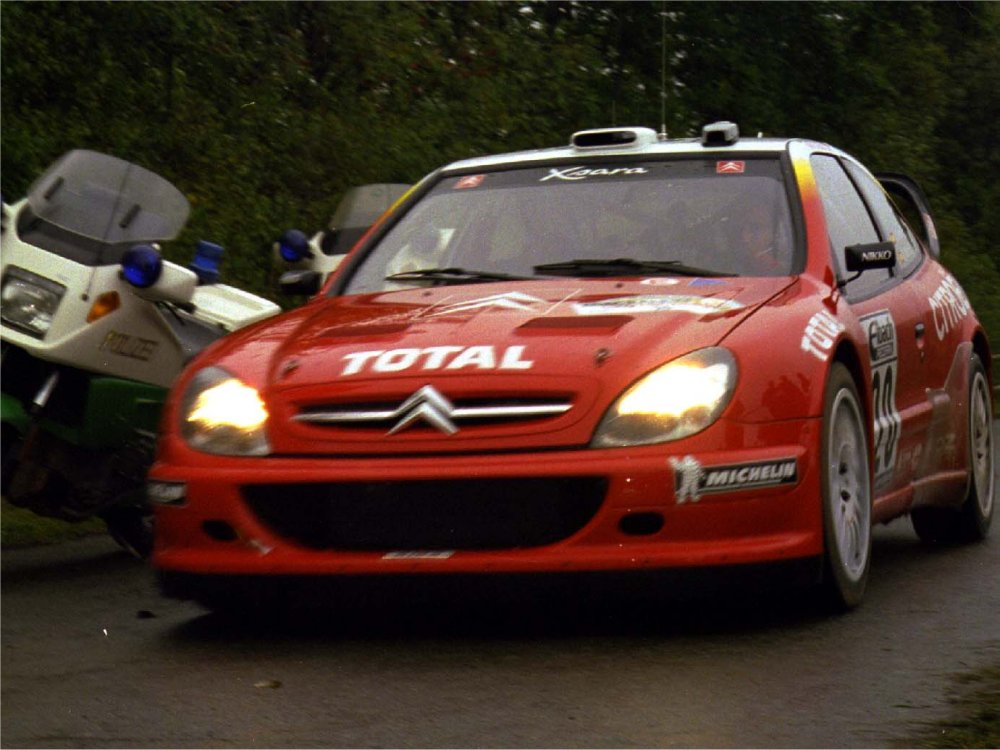
Puras e Martí, ritiratisi alla terza speciale

| Pos.                         | Nº       | Pilota            | Co-pilota            | Auto                   | Squadra                      | Classe    | Tempo     | Distacco | Punti    |
| Generale                     | Generale | Generale          | Generale             | Generale               | Generale                     | Generale  | Generale  | Generale | Generale |
| ---------------------------- | -------- | ----------------- | -------------------- | ---------------------- | ---------------------------- | --------- | --------- | -------- | -------- |
| 1.                           | 21       | Sébastien Loeb    | Daniel Elena         | Citroën Xsara WRC      | Automobiles Citroën          | WRC       | 3h47'17"3 | –        | 10       |
| 2.                           | 1        | Richard Burns     | Robert Reid          | Peugeot 206 WRC (2002) | Peugeot Total                | WRC       | 3h47'31"6 | +14"3    | 6        |
| 3.                           | 2        | Marcus Grönholm   | Timo Rautiainen      | Peugeot 206 WRC (2002) | Peugeot Total                | WRC       | 3h48'36"4 | +1'19"1  | 4        |
| 4.                           | 5        | Colin McRae       | Nicky Grist          | Ford Focus RS WRC 02   | Ford Rallye Sport            | WRC       | 3h51'02"6 | +3'45"3  | 3        |
| 5.                           | 27       | Bruno Thiry       | Stéphane Prévot      | Peugeot 206 WRC        | Peugeot Team Bel-Lux         | WRC       | 3h52'36"1 | +5'18"8  | 2        |
| 6.                           | 6        | Markko Märtin     | Michael Park         | Ford Focus RS WRC 02   | Ford Rallye Sport            | WRC       | 3h52'50"3 | +5'33"0  | 1        |
| 7.                           | 10       | Tommi Mäkinen     | Kaj Lindström        | Subaru Impreza WRC2002 | 555 Subaru WRT               | WRC       | 3h52'56"5 | +5'39"2  | -        |
| 8.                           | 4        | Carlos Sainz      | Luis Moya            | Ford Focus RS WRC 02   | Ford Rallye Sport            | WRC       | 3h53'34"3 | +6'17"0  | -        |
| 9.                           | 7        | François Delecour | Daniel Grataloup     | Mitsubishi Lancer WRC2 | Marlboro Mitsubishi Ralliart | WRC       | 3h53'53"2 | +6'35"9  | -        |
| 10.                          | 14       | Kenneth Eriksson  | Christina Thörner    | Škoda Octavia WRC Evo3 | Škoda Motorsport             | WRC       | 4h00'51"5 | +13'34"2 | -        |
| Campionato piloti Junior WRC |          |                   |                      |                        |                              |           |           |          |          |
| 1. (12.)                     | 65       | Dani Solà         | Álex Romaní          | Citroën Saxo S1600     | -                            | A6 / JWRC | 4h10'39"6 | –        | 10       |
| 2. (15.)                     | 51       | Andrea Dallavilla | Giovanni Bernacchini | Citroën Saxo S1600     | -                            | A6 / JWRC | 4h13'27"0 | +2'47"4  | 6        |
| 3. (17.)                     | 68       | Niki Schelle      | Tanja Geilhausen     | Suzuki Ignis S1600     | -                            | A6 / JWRC | 4h14'12"8 | +3'33"2  | 4        |
| 4. (18.)                     | 66       | Mirco Baldacci    | Maurizio Barone      | Citroën Saxo S1600     | -                            | A6 / JWRC | 4h16'01"0 | +5'21"4  | 3        |
| 5. (19.)                     | 63       | Martin Rowe       | Chris Wood           | Ford Puma S1600        | -                            | A6 / JWRC | 4h17'27"4 | +6'47"8  | 2        |
| 6. (20.)                     | 69       | Kosti Katajamäki  | Jakke Honkanen       | Volkswagen Polo S1600  | -                            | A6 / JWRC | 4h18'59"6 | +8'20"0  | 1        |

| Principali ritiri | Principali ritiri | Principali ritiri | Principali ritiri  | Principali ritiri      | Principali ritiri            | Principali ritiri | Principali ritiri  | Principali ritiri |
| PS                | Nº                | Pilota            | Co-pilota          | Auto                   | Squadra                      | Classe            | Causa              | Pos.              |
| ----------------- | ----------------- | ----------------- | ------------------ | ---------------------- | ---------------------------- | ----------------- | ------------------ | ----------------- |
| PS 3              | 16                | Matthias Kahle    | Peter Göbel        | Škoda Octavia WRC Evo3 | Škoda Motorsport             | WRC               | Motore             | 15º               |
| PS 3              | 20                | Jesús Puras       | Marc Martí         | Citroën Xsara WRC      | Automobiles Citroën          | WRC               | Guasto elettronico | 20º               |
| PS 5              | 26                | Toshihiro Arai    | Tony Sircombe      | Subaru Impreza WRC2002 | 555 Subaru WRT               | WRC               | Cambio             | 20º               |
| PS 5              | 106               | Jan Kopecký       | Filip Schovánek    | Toyota Corolla WRC     | Matador Czech National Team  | WRC               | Incidente          | 63º               |
| PS 8              | 8                 | Alister McRae     | David Senior       | Mitsubishi Lancer WRC2 | Marlboro Mitsubishi Ralliart | WRC               | Turbocompressore   | 18º               |
| PS 9              | 12                | Achim Mörtl       | Klaus Wicha        | Subaru Impreza WRC2002 | 555 Subaru WRT               | WRC               | Incidente          | 48º               |
| PS 9              | 18                | Freddy Loix       | Sven Smeets        | Hyundai Accent WRC3    | Hyundai Castrol WRT          | WRC               | Motore             | 8º                |
| PS 10             | 17                | Armin Schwarz     | Manfred Hiemer     | Hyundai Accent WRC3    | Hyundai Castrol WRT          | WRC               | Incidente          | 8º                |
| PS 10             | 22                | Philippe Bugalski | Jean-Paul Chiaroni | Citroën Xsara WRC      | Automobiles Citroën          | WRC               | Incidente          | 5º                |
| PS 12             | 11                | Petter Solberg    | Phil Mills         | Subaru Impreza WRC2002 | 555 Subaru WRT               | WRC               | Incidente          | 10º               |
| PS 15             | 15                | Toni Gardemeister | Paavo Lukander     | Škoda Octavia WRC Evo3 | Škoda Motorsport             | WRC               | Danno da incidente | 31º               |
| PS 20             | 3                 | Harri Rovanperä   | Voitto Silander    | Peugeot 206 WRC (2002) | Peugeot Total                | WRC               | Incidente          | 11º               |

Legenda
| Icona | Classe                                                                                  |
| ----- | --------------------------------------------------------------------------------------- |
| WRC   | Equipaggio di classe A8 che può conquistare punti per il campionato costruttori WRC     |
| WRC   | Equipaggio di classe A8 che non può conquistare punti per il campionato costruttori WRC |
| PWRC  | Equipaggio registrato al campionato PWRC                                                |
| JWRC  | Equipaggio registrato al campionato Junior WRC                                          |
|       | Ulteriori classificazioni                                                               |

### Prove speciali

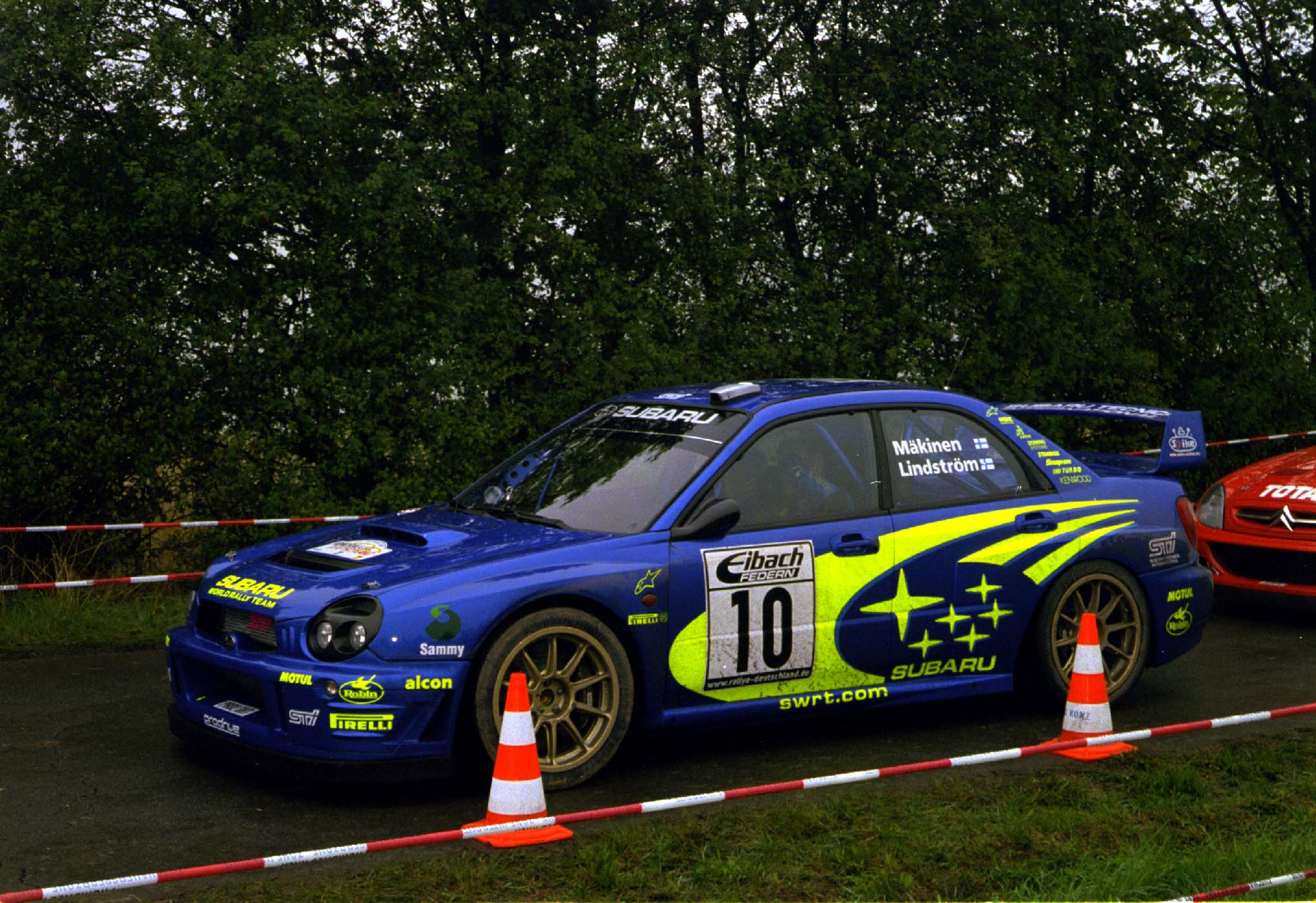
Mäkinen e Lindström, settimi classificati

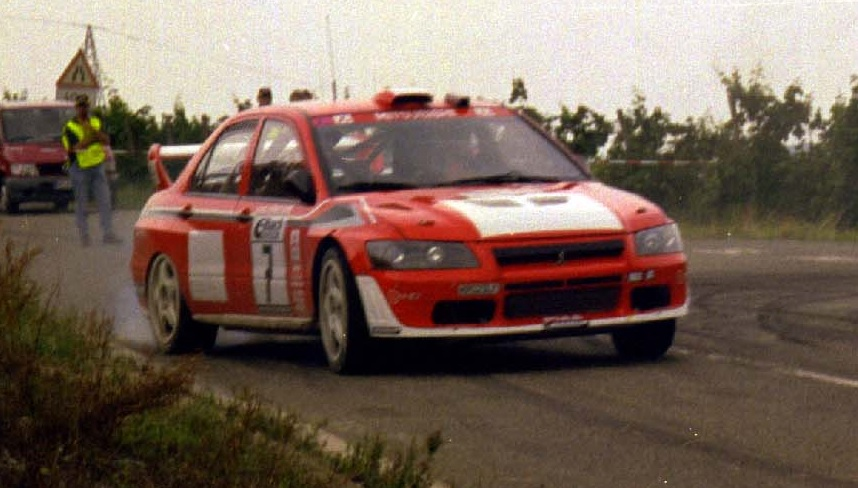
Delecour e Grataloup, noni classificati

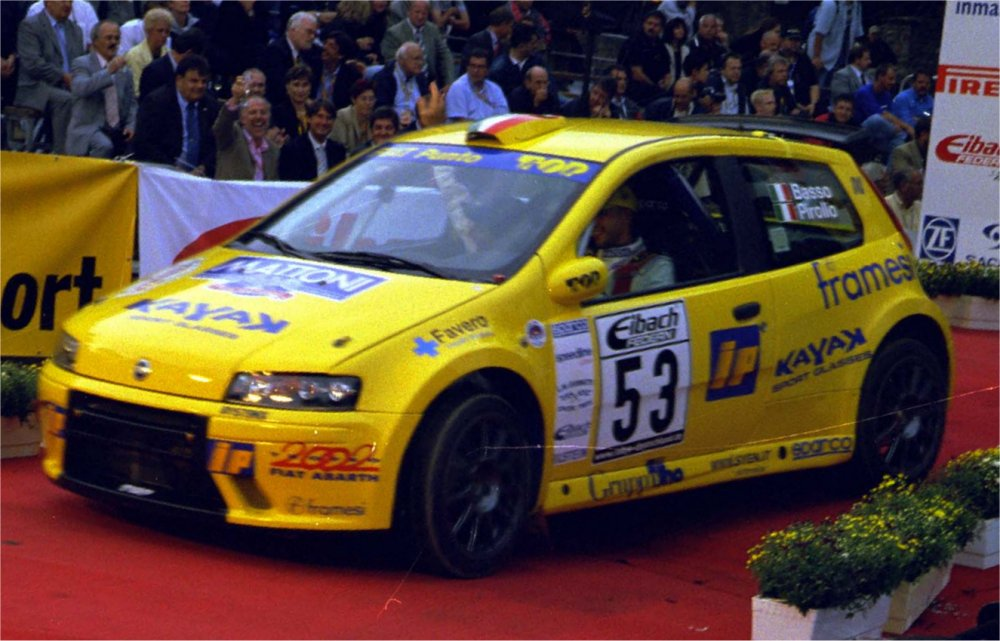
Giandomenico Basso e Luigi Pirollo, settimi classificati nella categoria Junior WRC e ventunesimi assoluti

| Frazione            | Prova | Ora   | Nome                | Lunghezza | Vincitori                                                   | Tempo            | Velocità media   | Leader del rally                                            |
| ------------------- | ----- | ----- | ------------------- | --------- | ----------------------------------------------------------- | ---------------- | ---------------- | ----------------------------------------------------------- |
| Frazione 1 (23 ago) | PS1   | 07:58 | Dhrontal 1          | 12,16 km  | Richard Burns Robert Reid e Marcus Grönholm Timo Rautiainen | 8'27"9           | 86,19 km/h       | Richard Burns Robert Reid e Marcus Grönholm Timo Rautiainen |
| Frazione 1 (23 ago) | PS2   | 08:49 | Schones Moselland 1 | 23,82 km  | Sébastien Loeb Daniel Elena                                 | 14'10"8          | 100,79 km/h      | Marcus Grönholm Timo Rautiainen                             |
| Frazione 1 (23 ago) | PS3   | 09:32 | Moselwein 1         | 22,28 km  | Sébastien Loeb Daniel Elena                                 | 13'24"2          | 99,74 km/h       | Sébastien Loeb Daniel Elena                                 |
| Frazione 1 (23 ago) | PS4   | 12:10 | Dhrontal 2          | 12,16 km  | Sébastien Loeb Daniel Elena                                 | 8'23"8           | 86,89 km/h       | Sébastien Loeb Daniel Elena                                 |
| Frazione 1 (23 ago) | PS5   | 13:01 | Schones Moselland 2 | 23,82 km  | Sébastien Loeb Daniel Elena                                 | 13'53"8          | 102,84 km/h      | Sébastien Loeb Daniel Elena                                 |
| Frazione 1 (23 ago) | PS6   | 14:09 | Stein und Wein 1    | 15,80 km  | Sébastien Loeb Daniel Elena                                 | 8'33"5           | 110,77 km/h      | Sébastien Loeb Daniel Elena                                 |
| Frazione 1 (23 ago) | PS7   | 16:37 | Moselwein 2         | 22,28 km  | prova cancellata                                            | prova cancellata | prova cancellata | Sébastien Loeb Daniel Elena                                 |
| Frazione 1 (23 ago) | PS8   | 17:40 | Stein und Wein 2    | 15,80 km  | Sébastien Loeb Daniel Elena                                 | 8'31"5           | 111,20 km/h      | Sébastien Loeb Daniel Elena                                 |
|                     |       |       |                     |           |                                                             |                  |                  | Sébastien Loeb Daniel Elena                                 |
| Frazione 2 (24 ago) | PS9   | 09:30 | Maiwald 1           | 18,76 km  | Marcus Grönholm Timo Rautiainen                             | 10'58"6          | 102,54 km/h      | Sébastien Loeb Daniel Elena                                 |
| Frazione 2 (24 ago) | PS10  | 09:58 | Panzerplatte 1      | 35,56 km  | Marcus Grönholm Timo Rautiainen                             | 21'27"0          | 99,47 km/h       | Sébastien Loeb Daniel Elena                                 |
| Frazione 2 (24 ago) | PS11  | 12:38 | Maiwald 2           | 18,76 km  | Marcus Grönholm Timo Rautiainen                             | 10'52"0          | 103,58 km/h      | Sébastien Loeb Daniel Elena                                 |
| Frazione 2 (24 ago) | PS12  | 13:06 | Hahlkreuz           | 8,31 km   | Richard Burns Robert Reid                                   | 4'53"3           | 102,00 km/h      | Sébastien Loeb Daniel Elena                                 |
| Frazione 2 (24 ago) | PS13  | 13:29 | Erzweiler 1         | 20,87 km  | Sébastien Loeb Daniel Elena                                 | 12'56"6          | 96,74 km/h       | Sébastien Loeb Daniel Elena                                 |
| Frazione 2 (24 ago) | PS14  | 16:04 | Panzerplatte 2      | 35,56 km  | Marcus Grönholm Timo Rautiainen                             | 20'39"7          | 103,26 km/h      | Sébastien Loeb Daniel Elena                                 |
| Frazione 2 (24 ago) | PS15  | 16:52 | Erzweiler 2         | 20,87 km  | Sébastien Loeb Daniel Elena                                 | 12'21"1          | 101,38 km/h      | Sébastien Loeb Daniel Elena                                 |
| Frazione 2 (24 ago) | PS16  | 19:17 | St. Wendel 1        | 5,81 km   | Marcus Grönholm Timo Rautiainen                             | 3'36"5           | 96,61 km/h       | Sébastien Loeb Daniel Elena                                 |
|                     |       |       |                     |           |                                                             |                  |                  | Sébastien Loeb Daniel Elena                                 |
| Frazione 3 (25 ago) | PS17  | 08:10 | Petersberg 1        | 15,03 km  | Sébastien Loeb Daniel Elena                                 | 8'07"6           | 110,97 km/h      | Sébastien Loeb Daniel Elena                                 |
| Frazione 3 (25 ago) | PS18  | 08:38 | St Wendeler Land 1  | 17,71 km  | Richard Burns Robert Reid                                   | 8'46"4           | 121,12 km/h      | Sébastien Loeb Daniel Elena                                 |
| Frazione 3 (25 ago) | PS19  | 09:11 | Bosenberg 1         | 15,82 km  | Sébastien Loeb Daniel Elena                                 | 7'39"0           | 124,08 km/h      | Sébastien Loeb Daniel Elena                                 |
| Frazione 3 (25 ago) | PS20  | 11:16 | Petersberg 2        | 15,03 km  | Richard Burns Robert Reid                                   | 8'09"1           | 110,63 km/h      | Sébastien Loeb Daniel Elena                                 |
| Frazione 3 (25 ago) | PS21  | 11:44 | St Wendeler Land 2  | 17,71 km  | Richard Burns Robert Reid                                   | 8'46"3           | 121,14 km/h      | Sébastien Loeb Daniel Elena                                 |
| Frazione 3 (25 ago) | PS22  | 12:17 | Bosenberg 2         | 15,82 km  | Sébastien Loeb Daniel Elena                                 | 7'38"9           | 124,11 km/h      | Sébastien Loeb Daniel Elena                                 |
| Frazione 3 (25 ago) | PS23  | 13:40 | St. Wendel 2        | 5,81 km   | Richard Burns Robert Reid                                   | 3'36"9           | 96,43 km/h       | Sébastien Loeb Daniel Elena                                 |

## Classifiche mondiali

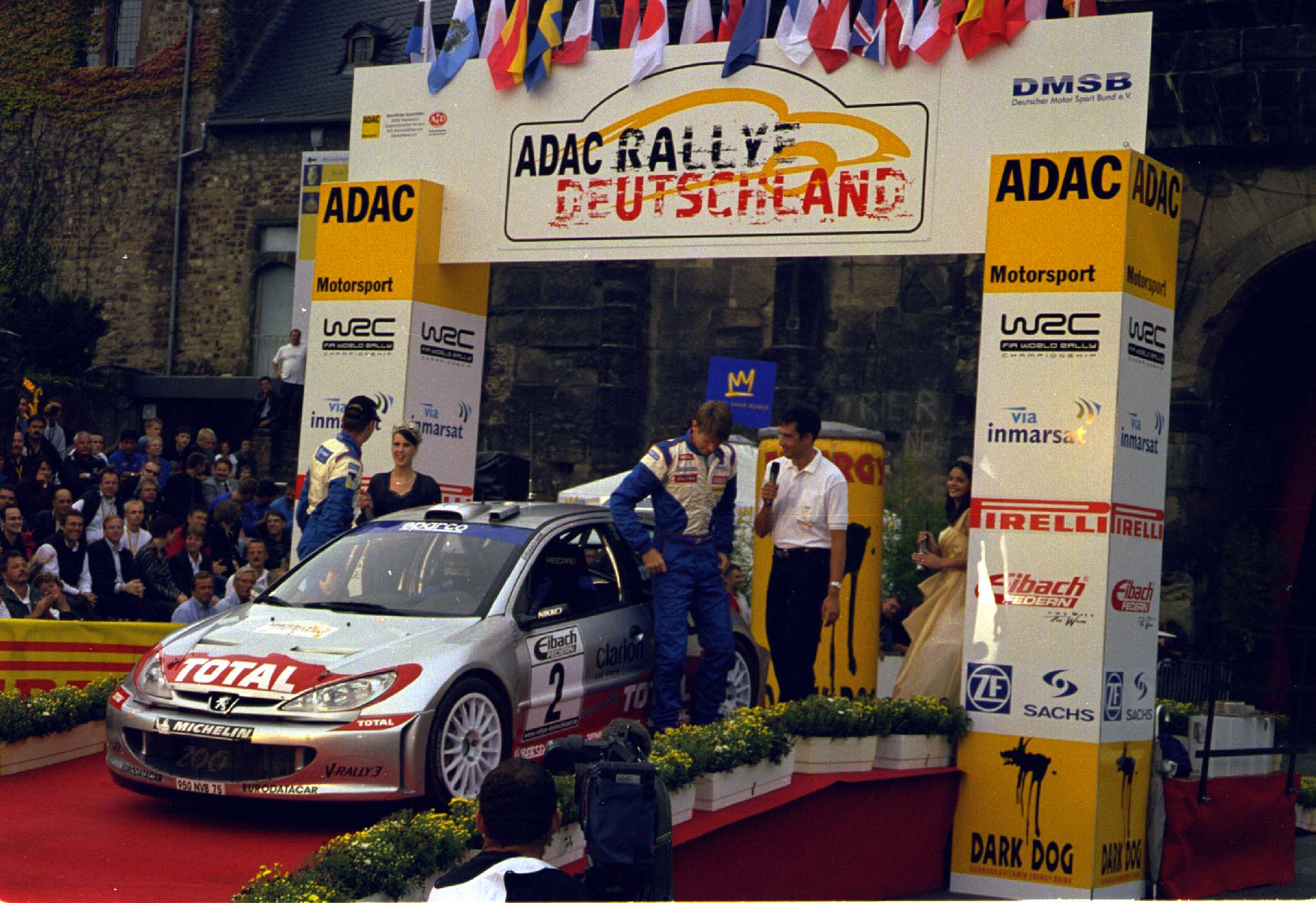
Grönholm e Rautiainen, saldamente in testa alla classifica mondiale, intervistati all'avvio dell'evento

Classifica piloti
| Pos. | Pos. | Pilota            | Punti |
| ---- | ---- | ----------------- | ----- |
| 1    |      | Marcus Grönholm   | 51    |
| 2    |      | Colin McRae       | 33    |
| 3    | 1    | Richard Burns     | 31    |
| 4    | 1    | Carlos Sainz      | 26    |
| 5    |      | Gilles Panizzi    | 21    |
| 6    |      | Petter Solberg    | 19    |
| 7    | 3    | Sébastien Loeb    | 18    |
| 8    | 1    | Harri Rovanperä   | 18    |
| 9    | 1    | Tommi Mäkinen     | 15    |
| 10   | 1    | Markko Märtin     | 10    |
| 11   |      | Philippe Bugalski | 7     |
| 12   |      | Thomas Rådström   | 4     |
| 13   |      | Alister McRae     | 2     |
| 14   |      | Toni Gardemeister | 2     |
| 15   | N    | Bruno Thiry       | 2     |
| 16   | 1    | Kenneth Eriksson  | 1     |

Classifica costruttori WRC
| Pos. | Pos. | Squadra                      | Punti |
| ---- | ---- | ---------------------------- | ----- |
| 1    |      | Peugeot Total                | 115   |
| 2    |      | Ford Rallye Sport            | 81    |
| 3    |      | 555 Subaru WRT               | 42    |
| 4    |      | Škoda Motorsport             | 8     |
| 5    |      | Marlboro Mitsubishi Ralliart | 8     |
| 6    |      | Hyundai Castrol WRT          | 6     |